# Desidae
Desidae là một họ nhện gồm 182 loài được xếp vào 38 chi.

## Các chi
- Badumna Thorell, 1890 (Australasia, USA, Paraguay)
- Canala Gray, 1992 (New Caledonia)
- Cicirra Simon, 1886 (Tasmania)
- Colcarteria Gray, 1992 (Australia)
- Desis Walckenaer, 1837 (Africa, Oceania, Australiaasia, Galapagos)
- Epimecinus Simon, 1908 (Australia, New Caledonia)
- Forsterina Lehtinen, 1967 (Australia, New Caledonia)
- Gasparia Marples, 1956 (New Zealand)
- Gohia Dalmas, 1917 (New Zealand)
- Goyenia Forster, 1970 (New Zealand)
- Hapona Forster, 1970 (New Zealand)
- Helsonia Forster, 1970 (New Zealand)
- Hulua Forster & Wilton, 1973 (New Zealand)
- Laestrygones Urquhart, 1894 (New Zealand, Tasmania)
- Lamina Forster, 1970 (New Zealand)
- Lathyarcha Simon, 1908 (Australia)
- Mangareia Forster, 1970 (New Zealand)
- Matachia Dalmas, 1917 (New Zealand)
- Mesudus Özdikmen, 2007 (New Zealand) - replacement name for Manawa Forster, 1970)
- Myro O. P-Cambridge, 1876 (Tasmania, New Zealand)
- Namandia Lehtinen, 1967 (Tasmania)
- Neomyro Forster & Wilton, 1973 (New Zealand)
- Notomatachia Forster, 1970 (New Zealand)
- Nuisiana Forster & Wilton, 1973 (New Zealand)
- Ommatauxesis Simon, 1903 (Tasmania)
- Otagoa Forster, 1970 (New Zealand)
- Panoa Forster, 1970 (New Zealand)
- Paramatachia Dalmas, 1918 (Australia)
- Paratheuma Bryant, 1940 (USA, Oceania, Korea, Japan)
- Phryganoporus Simon, 1908 (Australia)
- Pitonga Davies, 1984 (Australia)
- Porteria Simon, 1904 (Chile)
- Rapua Forster, 1970 (New Zealand)
- Syrorisa Simon, 1908 (New Caledonia, Australia)
- Taurongia Hogg, 1901 (Australia)
- Toxops Hickman, 1940 (Tasmania)
- Toxopsoides Forster & Wilton, 1973 (New Zealand)
- Tuakana Forster, 1970 (New Zealand)